# Chara's Time Machine - MUSIC FILMS -
『Chara's Time Machine - MUSIC FILMS -』（チャラズ・タイム・マシーン - ミュージック・フィルムズ -）は、CHARAのビデオ・クリップ集。

## 概要
- 本作はデビュー30周年を記念してエピック・レコード在籍時に発表されたミュージック・ビデオを集めた作品集で、ライブ・ビデオ集『Chara's Time Machine - LIVE FILMS -』と同時発売[1]。
- 既発売のビデオ・クリップ集『CHARA'S CLIPS 1991-1997』『CHARA'S CLIPS 1997-2001』『スカート - short film -』の内容を集約し、ボーナストラックとして上記作品に未収録のミュージック・ビデオを追加収録しており、その中には今回が初の商品化となる「シャーロットの贈り物」「あれはね - A Scenery Like Me Ver. -」も含まれる。

## 収録曲
1. タイムマシーン
2. やさしい気持ち
3. あたしなんで抱きしめたいんだろう?
4. 罪深く愛してよ
5. 愛の自爆装置
6. 大きな地震がきたって
7. Sweet
8. Heaven
9. ミルク
10. DUCA
11. 光と私
12. 70%-夕暮れのうた
13. 月と甘い涙
14. 大切をきずくもの
15. レモンキャンディ
16. スカート - short film -

ボーナストラック
1. シャーロットの贈り物
2. ボクにうつして
3. 初恋
4. みえるわ
5. あれはね - A Scenery Like Me Ver. -